# Agrela (Fafe)
Agrela ist ein Ort und eine ehemalige Gemeinde im Norden Portugals.
Agrela gehört zum Kreis Fafe im Distrikt Braga. Die Gemeinde hatte eine Fläche von 2 km² und hat 187 Einwohner (Stand 30. Juni 2011).
Am 29. September 2013 wurden im Zuge der administrativen Neuordnung in Portugal die Gemeinden Agrela und Serafão zur neuen Gemeinde União das Freguesias de Agrela e Serafão zusammengeschlossen.